# Ашленд (Небраска)
Ашленд (англ. Ashland) — город в округе Сондерс, штат Небраска. Население по переписи 2020 года составляет 3086 человек.

## История
Ашленд был основан в 1870 году и назван в честь Ашленда в штате Кентукки — поместья Генри Клея. Ашленд расположен на месте маловодного известнякового уступа вдоль Солт-Крик, речки с илистым дном, которая была серьёзным препятствием для караванов обозов во время великих миграций на запад в конце 1840-х и 1850-х годов. Оксбоу-трейл, вариант маршрута Орегонской тропы, пролегала от Небраска-Сити (на реке Миссури) до Форта Кирни (на реке Платт), где она соединялась с основным маршрутом Орегонской тропы. Известняковое дно Солт-Крик в Ашленде сделало его отличным местом для перехода вброд.
Сегодня Ашленд извлекает выгоду из своей близости к межштатной автомагистрали 80 и городам Омаха и Линкольн. Хотя Ашленд становится в некотором отношении «спальным районом» более крупных городов, он сохраняет свой сельский уклад. Удачное месторасположение позволяющее достигать любой из этих центров штата за полчаса привели к строительному буму в конце 1990-х и 2000-х годах.

## Демография
| Год переписи                          | Нас. |  | %±    |
| ------------------------------------- | ---- |  | ----- |
| 1870                                  | 653  |  | —     |
| 1880                                  | 978  |  | 49,8% |
| 1890                                  | 1601 |  | 63,7% |
| 1900                                  | 1477 |  | −7,7% |
| 1910                                  | 1379 |  | −6,6% |
| 1920                                  | 1725 |  | 25,1% |
| 1930                                  | 1786 |  | 3,5%  |
| 1940                                  | 1709 |  | −4,3% |
| 1950                                  | 1713 |  | 0,2%  |
| 1960                                  | 1989 |  | 16,1% |
| 1970                                  | 2176 |  | 9,4%  |
| 1980                                  | 2274 |  | 4,5%  |
| 1990                                  | 2136 |  | −6,1% |
| 2000                                  | 2262 |  | 5,9%  |
| 2010                                  | 2453 |  | 8,4%  |
| 2020                                  | 3086 |  | 25,8% |
| 1870–2020 Бюро переписи населения США |      |  |       |

### 2000 год
По переписи 2000 года в городе проживало 2262 человека, в составе 877 домашних хозяйств и 591 семьи. Плотность населения составила 822,5 на км². В городе было 930 единиц жилья со средней плотностью 338,1 человека на км². Расовый состав города составлял 98,76 % белых; 0,13 % афроамериканцев; 0,27 % коренных американцев; 0,40 % азиатов; 0,18 % представителей других рас и 0,27 % представителей двух или более рас. Латиноамериканцы составляли 1,64 % населения. Из 877 домохозяйств 33,8 % имели детей в возрасте до 18 лет, проживающих с ними; 53,5 % составляли супружеские пары, живущие вместе; 10,8 % имели домохозяйку без мужа и 32,6 % не были семейными. 26,7 % домохозяйств состояли из одного человека, а 15,4 % — из одного человека в возрасте 65 лет и старше. Средний размер домохозяйства составлял 2,47 человека, а средний размер семьи — 3,01 человека. Распределение по возрасту составило: 25,7 % жителей были в возрасте до 18 лет; 7,4 % в возрасте от 18 до 24 лет; 28,3 % в возрасте от 25 до 44 лет; 20,3 % в возрасте от 45 до 64 лет и 18,2 % в возрасте 65 лет и старше. Средний возраст составил 38 лет. На каждые 100 женщин приходилось 88,5 мужчин. На каждые 100 женщин в возрасте 18 лет и старше приходилось 89 мужчин. Средний доход семьи составлял 40 441 доллар, а средний доход семьи — 47 428 долларов. Средний доход мужчин составлял 32 339 долларов против 21 328 долларов у женщин. Доход на душу населения в городе составил 19 072 доллара. Около 9,3 % семей и 9,5 % населения находились за чертой бедности, в том числе 13,6 % лиц в возрасте до 18 лет и 9,6 % лиц в возрасте 65 лет и старше.

### 2010 год
По переписи 2010 года в городе проживало 2453 человека, в составе 951 домашнего хозяйства и 639 семей. Плотность населения составила 861 на км². В городе было 1060 единиц жилья со средней плотностью 372 человека на км². Из 951 домохозяйства 34,8 % имели детей в возрасте до 18 лет, проживающих с ними; 50,7 % составляли супружеские пары, живущие вместе; в 11,5 % проживала женщина без мужа; в 5 % проживал мужчина без жены и 32,8 % были несемейными. 26,1 % домохозяйств состояли из одного человека, а 12,5 % — из одного человека в возрасте 65 лет и старше. Средний размер домохозяйства составлял 2,49 человека, а средний размер семьи — 3 человека. Средний возраст горожан составил 37 лет. 26,1 % жителей были моложе 18 лет; 8,5 % были в возрасте от 18 до 24 лет; 24,8 % были от 25 до 44 лет; 24,7 % были от 45 до 64 лет; и 15,9 % были в возрасте 65 лет и старше. Гендерный состав города был 49,7 % мужчин и 50,3 % женщин.
Расовый состав
- Белые — 97,6 %
- Афроамериканцы — 0,2 %
- Коренные американцы — 0,2 %
- Азиаты — 0,2 %
- Латиноамериканцы — 2,6 %
- Две и более расы — 1,5 %
- Прочие расы — 0,3 %

## Бизнес и промышленность
Работодателями в Ашленда являются Innovative Laboratory Systems, Linoma Software, Trade Well Pallet и Camp Ashland — учебный центр Национальной гвардии Небраски.